# Синицын, Никита Семёнович
Никита Семёнович Сини́цын (1907—1985) — старший сержант Рабоче-крестьянской Красной Армии, участник Великой Отечественной войны, Герой Советского Союза (1945).

## Биография
Никита Синицын родился 3 марта 1907 года в деревне Велемья (ныне — Скопинский район Рязанской области). После окончания четырёх классов школы работал на шахте. В 1941 году Синицын был призван на службу в Рабоче-крестьянскую Красную Армию. С августа того же года — на фронтах Великой Отечественной войны. В боях был тяжело ранен.
К январю 1945 года старший сержант Никита Синицын командовал отделением 1281-го стрелкового полка 60-й стрелковой дивизии 47-й армии 1-го Белорусского фронта. Отличился во время освобождения Польши. 16 января 1945 года отделение Синицына участвовало в бою за город Новы-Двур-Мазовецки. В критический момент боя он заменил собой выбывшего из строя командира взвода и во главе его переправился через Вислу, захватив немецкую траншею и удерживая её до переправы основных сил батальона.
Указом Президиума Верховного Совета СССР от 27 февраля 1945 года за «мужество и героизм, проявленные при форсировании Вислы и в боях на захваченном плацдарме», старший сержант Никита Синицын был удостоен высокого звания Героя Советского Союза с вручением ордена Ленина и медали «Золотая Звезда» за номером 6420.
19 февраля 1945 года Синицын получил тяжёлое ранение в голову, но выжил. После окончания войны он был демобилизован. Проживал и работал в Рязани. Умер 20 декабря 1985 года.
Был также награждён орденом Отечественной войны 1-й степени и рядом медалей.